# Comps (Gironde)
Comps is een gemeente in het Franse departement Gironde (regio Nouvelle-Aquitaine) en telt 389 inwoners (1999). De plaats maakt deel uit van het arrondissement Blaye.

## Geografie
De oppervlakte van Comps bedraagt 1,7 km², de bevolkingsdichtheid is 228,8 inwoners per km².
De onderstaande kaart toont de ligging van Comps (Gironde) met de belangrijkste infrastructuur en aangrenzende gemeenten.

## Demografie
Onderstaande figuur toont het verloop van het inwonertal (bron: INSEE-tellingen).